# American Life
 (срп. Амерички живот) је девети студијски албум поп певачице Мадоне, издат 22. априла 2003. године од стране Maverick Records. Албум је садржао до тада контроверзне теме које су критиковале амерички стил живота, и политичку ситуацију, а самим тим потезом, Мадона је успела да заради прећутну забрану пуштања на радио-станицама у САД, и куповина албума је логично била мала. Због лоше продаје на највећем музичком тржишту, албум је продат у једва 5 милиона примерака, и сматра се једним од највећих, ако не и највећим, Мадонинин музичким неуспехом.

## Историја албума
Мадона је почела са снимањем албума крајем 2001. године након снимања Swept Away са својим мужем Гајом Ричијем у Европи. Док је снимала албум у Лондону, такође је учествовала и у позоришном пројекту под називом Up For Grabs, који је одложио снимање до маја-јула 2002. године. Касније су кружиле спекулације и да је ова улога на неки начин инспирисала песму American Life. Мадона је у то време одиграла још једну улогу, али епизодну, у 20. наставку серијала о Џејмс Бонду, под називом Умри други дан, а приложила је и тему за филм, која се касније нашла и на албуму, под називом Die Another Day. Снимање албума завршено је крајем 2002. у Лондону и Лос Анђелесу.
American Life је представљао наставак Мадонине сарадње са Мирвајзом Ахмадзаијем, са којим је написала и копродуцирала велики део албума. Такође је сарађивала и са Гајом Сигсвортом, с ким је раније написала What It Feels Like For A Girl, Мајклом Коломбијеом, који је радио аранжмане жичаних инструмената, као и сарадницима са турнеје, који ће касније постати стални: Стјуартом Прајсом, који је касније радио на албуму Confessions on a Dance Floor, и који је у то време са њом написао песму X-Static Process, као и Монте Питман, који је написао Easy Ride.
Један од првих наслова албума око ког су кружиле гласине био је Ein Sof, који је Мадона поменула код Лерија Кинга у октобру 2002. Сам израз значи "нема краја", "бескрајно“. Следећи могући наслов био је Hollywood, све док званични наслов није потврђен 10. фебруара 2003.
Средином јануара 2003. снимљене су фотографије за албум, које је урадио Крег Макдин, а који је и раније радио са Мадоном на портфолију за Vanity Fair. Према непотврђеним изворима, снимање фотографија је коштало око 145 000 $. Тема је била војна, са Мадоном која је позирала у црној и тамнозеленој одећи, војним чизмама и док држи оружје. Коса јој је била офарбана у тамносмеђу. На омоту албума, Мадона носи беретку, и он је скоро идентичан најпознатијој фотографији Че Геваре. За целокупни дизајн албума био је задужен тим из Париза под називом М/М Париз, који су и раније били познати по својој сарадњи са Бјорк.
Први званични сингл са албума била је већ поменута песма Die Another Day, али први "прави" сингл заправо је био American Life, око кога се у то време подигла велика прашина, мање због контроверзног текста, а много више због контроверзног спота. Стихови, међу којима је и прелаз који каже "Do I have to change my name? Will it get me far? Should I lose some weight? Am I gonna be a star?", су осврт на лажни свет славних у Америци, као и амерички стил живота, а тај аспект је испитан и у самом споту. Спот приказује модну ревију којој присуствује велики број званица из света познатих (видимо имитаторе Сталонеа, Кели Озборн...), као и папараца, док се манекени шепуре у маскирно-дизајнираној одећи. Мадона је приказана како се припрема са пријатељицама, док се облаче у униформе. Оне затим, након изведене кореографије, улазе у мини-купер и прекидају ревију. Мадона пред крај спота узима црево и полива папараце, уз призоре ратних разарања, и коначно, баца гранату ка имитатору Џорџа Буша, који је хвата и волшебно претвара у упаљач.
Спот је подигао контроверзу јер је у то време почињао рат у Ираку, и сам спот је према томе имао јако антипатриотски став. Уследило је неколико Мадониних изјава којима је покушала да оправда уметничку вредност спота. 

Срећна сам што сам грађанин Америке из многих разлога - од којих је један и право да се изразим слободно, посебно у свом раду. Разумем да је било извештаја о мом новом споту у медијима - од којих је већина нетачна. Нисам антибушовски настројена. Нисам проирачки настројена. Ја сам за мир. Написала сам песму и направила спот који изражава моја осећања о нашој култури и вредностима и илузијама о ономе што многи људи верују да је Амерички сан - савршен живот. Као уметник, надам се да ово изазива размишљање и разговор. Не очекујем да се сви сложе са мојим размишљањима. Захвална сам што имам слободу да изразим ова осећања и тако одајем почаст својој земљи.

Након свих контроверзи, спот је морао да буде повучен, и замењен је далеко сведенијом варијантом, у којој Мадона у униформи пева испред светских застава. И овај потез је пратила Мадонина изјава.

Одлучила сам да не издам свој нови спот. Снимљен је пре рата, и не верујем да је прикладан за емитовање у ово време. Због насилног стања у свету, и због осетљиве ситуације и поштовања према нашим оружаним снагама, које подржавам и за које се молим, не желим да ризикујем да неко буде увређен и лоше интерпретира значење овог спота.

После свих контроверзи, реакција америчке јавности довела је до прећутног бојкота Мадонине музике, спотова и било чега у вези са њом. Песма American Life је постала комерцијални флоп у Америци, достигавши тек #37, али је далеко боље прошла у земљама које нису подржавале рат у Ираку, што је довело сингл на прво место Уједињене светске листе.
Како би се спречило илегално даунлоудовање албума пре него што је изашао, Мадонин тим је на Интернет поставио лажне фајлове сличних величина и трајања, поучени претходним цурењем албума Music. Неки од фајлова су садржали кратку поруку: "Шта то, јеботе, мислиш да радиш?", праћену минутима тишине. Други фајлови су садржали Мадонино квази-реповање: "Мислили сте да се провучете крај мене, зар не? Мислили сте да ме пређете, зар не?" и бесконачну петљу стиха I'm drinking a soy latte, I get a double shoté, it goes right through my body and you know I'm satisfied из песме American Life. Овај потез је у почетку изгледао као веома успешан, али је то резултовало револтом неких фанова, што је довело до хаковања Мадониног сајта, уз поруку "Ја ово јеботе мислим да радим", што су пратили бесплатни линкови за даунлоуд албума и свих песама појединачно, као и других Мадониних радова. Копију сајта је још увек могуће видети на овом линку.
Издавање албума било је пропраћено мешовитим критикама, и лошом продајом. Међутим, American Life је ипак дебитовао као најпродаванији албум у Америци за ту недељу, као и у УК, где је продато 330.000 примерака. Укупна продаја је око 5 милиона примерака.
Након сингла American Life, остали синглови су постали средње успешни, због недостатка подршке у матичним САД. Сингл Hollywood није ушао на Билбордову Хот100 листу, и постао њен први сингл након 20 година коме то није успело. Ни остали синглови нису много боље прошли. Упркос свему, иако су само два сингла ушла на званичну америчку топ-листу, свих седам промо синглова са албума је достигло #1 на денс топ-листама, што представља рекорд у САД.

## Списак песама
| #   | Име | Трајање |
| --- | --- | ------- |
| 1.  | Аутори: Мадона, Мирвајз Ахмадзаи Продуценти: Мадона и Мирвајз Ахмадзаи                                               | 4:58    |
| 2.  | Аутори: Мадона, Мирвајз Ахмадзаи Продуценти: Мадона и МирвајзАхмадзаи                                                | 4:24    |
| 3.  | Аутори: Мадона, Мривајз Ахмадзаи Продуценти: Мадона и Мирвајз Ахмадзаи Додатна продукција: Марк Спајк Стент          | 4:09    |
| 4.  | Аутори: Мадона, Мирвајз Ахмадзаи Продуценти: Мадона и Мирвајз Ахмадзаи                                               | 3:38    |
| 5.  | Аутори: Мадона, Мирвајз Ахмадзаи Продуценти; Мадона и Мирвајз Ахмадзаи                                               | 4:39    |
| 6.  | Аутори: Мадона, Гај Сигсворт, Џем Грифитс Продуценти: Мадона и Мирвајз Ахмадзаи Додатна продукција: Марк Спајк Стент | 4:49    |
| 7.  | Аутори: Мадона, Мирвајз Ахмадзаи Продуценти: Мадона и Мирвајз Ахмадзаи                                               | 4:54    |
| 8.  | Аутори: Мадона, Стјуарт Прајс Продуценти: Мадона и Мирвајз Ахмадзаи                                                  | 3:50    |
| 9.  | Аутори: Мадона, Мирвајз Ахмадзаи Продуценти: Мадона и Мирвајз Ахмадзаи                                               | 4:33    |
| 10. | Die Another Day Аутори: Мадона и Мирвајз Ахмадзаи Продуценти: Мадона и Мирвајз Ахмадзаи                              | 4:38    |
| 11. | Easy Ride Продуценти: Мадона и Монте Питман Продуценти: Мадона и Мирвајз Ахмадзаи                                    | 5:05    |

## Синглови
| #  | Име | Датум                                                         |
| -- | --- | ------------------------------------------------------------- |
| 1. |     | октобар 2002.                                                 |
| 2. |     | април 2003.                                                   |
| 3. |     | јул 2003.                                                     |
| 4. |     | децембар 2003.                                                |
| 5. |     | децембар 2003. (Европа/Аустралија), март 2004. (Сев. Америка) |

### Промо синглови
| #  | Име | Датум         |
| -- | --- | ------------- |
| 1. |     | октобар 2003. |
| 2. |     | април 2005.   |

## Мадона о...
| „ | Снимање овог албума је било је као шетња алејом сећања, освртање на све што сам постигла и све оне ствари које сам некад ценила и које су ми биле важне. Борила сам се за толико тога, толико се трудила да останем прва и останем на врху, да изгледам добро, будем најбоља. И на крају схватила да то нису ствари које су заиста битне. Такође сам схватила да амерички сан - идеја да можеш кренути ни од чега и постићи толико тога у животу - може бити инспирисан врло јадним намерама и да се успут можеш изгубити са свим тим стварима којима ти се маше испред носа - више новца, више славе, више овога, више онога. Губе ти се приоритети. Почињеш да вреднујеш погрешне ствари. Једина ствар која ће заиста да те усрећи јесте стање твоје душе, начин на који се понашаш према људима, љубав у твом срцу. Знам да то звучи прилично отрцано, али је истина. Ето, о томе се ради на овом албуму. У суштини читав албум је пут на који сам се отиснула. Пун је чуда и понекад огорчености, али и одлучности и радости такође. Почетак албума је нека врста рашчишћавања онога што није важно. Једном, када скинете паучину, новим очима можете видети ствари које су заиста битне и важне и приступити им без страха. Много пута кроз живот пролазимо трагајући за нечим чиме ћемо прикрити бол, а оно што би заиста требало да урадимо јесте да се суочимо са њим и онда нам неће бити потребно нешто чиме би га замаскирали. Прве три песме са албума представљају мене како вапим да се са кровова продерем да смо сви живели у сну. Ја сам живела у сну и сви ви живите у сну, а морамо да се пробудимо и вратимо у стварност. | ” |

## ...и песмама са албума

#### American Life
| „ | Када у песми кажем I'm not a Christian and I'm not a Jew, поручујем да не желим да ме идентификују са било каквом врстом религијске мисли, јер рећи ја сам црнац или белац, или сам католик или Јеврејин, значи размишљати на фрагментаран начин. А због тога што тако размишљамо имамо ратове и једни друге не доживљавамо као делове јединствене целине, као човечанство. | ” |

#### Mother & Father
| „ | Ова песма је о опраштању од бола проузрокованог мајчином смрћу. У исто време и о томе како се бол не може користити као изговор за одређено понашање: „Ох, молим вас да ме сажаљевате, јер сам толико пропатила“, или: „Ово радим само због тога што сам имала тежак живот“. То је просеравање. На крају мораш бити одговоран за сопствене поступке. Пред оцем сам се често претварал да сам бутновник који ни за шта не хаје, прича и ради оно што му падне на памет. Али, није стварно тако. | ” |

## Оцена критике
Критике албума биле су подељене, од неких јако добрих, па до неких које су буквално уништиле албум. Сајт metacritic је извео оцену 60/100 од 17 рецензија. All Music Guide закључује: "... постоји много интересантног у вези са American Life - убоди у политику с-пола-срца падају у страну, ствари које се кувају у продукцији су заразне, а размак између Nobody Knows Me и X-Static Process у средини албума може да буде заиста дирљив. Ипак, American Life је бољи у ономе што обећава, од онога што доноси, и бољи у теорији него у пракси“. Slant Magazine тврди "Након година жанровских лутања, и коначно нашавши свој ниче у електроници, а онда нам заголицавши машту са својом рок-богиња персоном са Drowned World турнеје из 2001., [...] једино што јој је остало да сними прави разваљујући рок албум." Међутим, неки од коментара били су и "Да је овај албум дошао од почетника, урезао би му крај каријере у камен" од стране сајта Playlouder и "По први пут, Мадона је поклекла не зато што је отишла предалеко, већ што није отишла довољно далеко" из часописа Stylus Magazine.

## Продаја
| Држава               | Највиша позиција на лист | Сертификација | Продаја    |
| -------------------- | ------------------------ | ------------- | ---------- |
| Аустралија           | 3                        | Платинаст     | 70.000+    |
| Аустрија             | 1                        |               | 20.000+    |
| Белгија              | 1                        |               | 25 000+    |
| Бразил               | 10                       | Златни        | 50.000+    |
| Канада               | 1                        | Платинаст     | 100.000+   |
| Чешка                | 9                        |               |            |
|IFPI Данска               | 2                        | Златни        | 30.000+    |
| Финска               | 2                        |               | 5 000+     |
| Француска            | 1                        | Платинаст     | 500.000+   |
|IFPI Немачка              | 1                        | Платинаст     | 250.000+   |
| Мађарска             |                          | Златни        | 5 000+     |
| Италија              | 1                        | Платинаст     | 150.000+   |
| Јапан                | 1                        | Златни        | 100.000+   |
| Холандија            | 3                        | Златни        | 60.000+    |
| Нови Зеланд          | 2                        |               |            |
| Норвешка             | 1                        |               |            |
| Шпанија              | 2                        | Златни        | 75 000+    |
|IFPI Шведска              | 1                        | Златни        | 45 000+    |
| Швајцарска           | 1                        | Платинаст     | 40.000+    |
| Уједињено Краљевство | 1                        | Платинаст     | 360.000+   |
| САД                  | 1                        | Платинаст     | 667 000+   |
| СВЕТ                 |                          | [ 1 ] [ 2 ]   | 5.000.000+ |

## Сарадници на албуму

#### Особље
- Вокал - Мадона
- Пратећи вокали - Мирвајз Ахмадзаи, Госпел Хор Лондонске заједнице (само у Nothing Fails)
- Гитара - Мадона, Мирвајз Ахмадзаи
- Оркестратор - Мајкл Коломбије
- Клавијатуре - Мирвајз Ахмадзаи, Стјуарт Прајс
- Програмирање - Мирвајз Ахмадзаи, Стјуарт Прајс
- Клавир и синтисајзери - Стјуарт Прајс

#### Продукција
- Продуценти: Мадона, Мирвајз Ахмадзаи, Марк Стент
- Инжињеринг жичаних инструмената: Џорџ Фостер
- Асистенти инжињеринга: Роб Хегет, Том Хенен, Џеф Канан, Тим Ламбер, Габе Зганга, Дејвид Трихим
- Мастеринг: Тим Јанг
- Програмирање: Мирвајз Ахмадзаи
- Аранжмани хора: Ники Браун
- Аранжмани жичаних инструмената: Мајкл Коломбије

#### Дизајн
- Фотографија: Крег Макдин
- Дизајн: М/М Париз